# 스위치 (1991년 영화)
《스위치》(영어: Switch)는 1991년 개봉한 미국의 판타지 코미디 영화이다. 블레이크 에드워즈가 감독과 각본을 맡았다.

## 출연진
- 엘런 바킨 - 어맨다 브룩스 역
- 지미 스미츠 - 월터 스톤 역
- 조베스 윌리엄스 - 마고 브로프먼 역
- 로레인 브라코 - 실라 팩스턴 역
- 토니 로버츠 - 아널드 프리드킨 역
- 페리 킹 - 스티브 브룩스 역
- 브루스 마틴 페인 - 악마 역
- 빅토리아 머호니 - 펄리샤 역
- 캐서린 키너 - 스티브의 비서 역
- 케빈 킬너 - 댄 존스 역
- 마이클 배덜루코 - 하드 햇 역
- 테이아 레이오니 - 코니 역
- 페이스 민턴 - 낸시 역

## 기타 제작진
- 총괄 제작: 아넌 밀천
- 배역: 게일 레빈, 로런 로이드
- 미술: 로저 마우스
- 의상: 엘런 미로지닉

## 우리말 녹음
MBC 성우진 (2003년 12월 31일)
- 이선주 - 어맨다(엘런 바킨)
- 표영재 - 스티브(페리 킹)
- 송준석 - 월터(지미 스미츠)
- 박영희 - 마고(조베스 윌리엄스)
- 이인성 - 아널드(토니 로버츠)
- 윤성혜 - 실라(로레인 브라코)
- 손원일 - 댄(케빈 킬너)
- 이철용 - 악마(브루스 마틴 페인)
- 최한
- 이상훈
- 배정민
- 조현정
- 박신희
- 방성준
- 문남숙
- 정재헌